# Arthur Shirley
Arthur Shirley (Hobart, 31 agosto 1886 – Rose Bay, 24 novembre 1967) è stato un attore, regista e sceneggiatore australiano.

## Filmografia
- Two Little Vagabonds, regia di Henry Otto - cortometraggio (1914)
- The Silence of Dean Maitland, regia di Raymond Longford (1914)
- The Shepherd of the Southern Cross, regia di Alexander Butler (1914)
- One Man's Evil, regia di Joseph De Grasse - cortometraggio (1915)
- Vanity, regia di Joseph De Grasse - cortometraggio (1915)
- Bound on the Wheel, regia di Joseph De Grasse - cortometraggio (1915)
- Betty's Bondage, regia di Joseph De Grasse - cortometraggio (1915)
- Mountain Justice, regia di Joseph De Grasse - cortometraggio (1915)
- Quits, regia di Joseph De Grasse - cortometraggio (1915)
- The Pine's Revenge, regia di Joseph De Grasse - cortometraggio (1915)
- The Fascination of the Fleur de Lis, regia di Joseph De Grasse - cortometraggio (1915)
- Alas and Alack, regia di Joseph De Grasse - cortometraggio (1915)
- A Mother's Atonement, regia di Joseph De Grasse - cortometraggio (1915)
- Lon of Lone Mountain, regia di Joseph De Grasse - cortometraggio (1915)
- The Millionaire Paupers
- Under a Shadow, regia di Joseph De Grasse - cortometraggio (1915)
- The Terrible Truth, regia di Lynn F. Reynolds - cortometraggio (1915)
- Stronger Than Death, regia di Joseph De Grasse - cortometraggio (1915)
- The Fall of a Nation, regia di Thomas Dixon Jr. (1916)
- The Valiants of Virginia, regia di T.N. Heffron (1916)
- Bawbs O' Blue Ridge, regia di Charles Miller (1916)
- The Wildcat, regia di Sherwood MacDonald (1917)
- A Bit of Kindling, regia di Sherwood MacDonald (1917)
- Betty Be Good, regia di Sherwood MacDonald (1917)
- Bab the Fixer, regia di Sherwood MacDonald (1917)
- Amore moderno (Modern Love), regia di Robert Z. Leonard (1918)
- Branding Broadway, regia di William S. Hart (1918)
- Preso al laccio (Roped ), regia di John Ford (1919)
- The Triflers, regia di Christy Cabanne (1920)
- The Mystery of a Hansom Cab, regia di  Arthur Shirley (1925)
- The Sealed Room, regia di Arthur Shirley (1926)
- The Champion, regia di Albert H. Kelley - cortometraggio (1931)
- L'isola degli agguati (Murder in Trinidad), regia di Louis King (1934)
- Gli occhi dell'anima (Pursued), regia di Louis King (1934)